# Атомна орбіталь

Схематичне зображення деяких електронних та молекулярних орбіталей

А́томною орбіта́ллю у квантовій механіці й хімії називають базисну хвильову функцію електрона в атомі.
Атомні орбіталі можна отримати розв'язанням стаціонарного рівняння Шредінгера. Однією з небагатьох систем, для якої це розв'язання вдається зробити в аналітичному вигляді, є атом гідрогену та подібні до нього одноелектронні йони з більшим зарядом ядра. Ці атомні орбіталі називають водневоподібними.

## Водневоподібні орбіталі
Водневоподібні орбіталі записують у такому вигляді в сферичних координатах:
{\displaystyle \psi _{n,l,m_{l}}(r,\theta ,\varphi )=R_{n,l}(r)\cdot Y_{l,m_{l}}(\theta ,\varphi )}
Тут {\displaystyle R_{n,l}(r)} — радіальна частина, яка експоненційно спадає при великих значеннях r, а {\displaystyle Y_{l,m_{l}}(\theta ,\varphi )} — кутова частина, належність якої до сферичних гармонік обумовлена симетрією системи.
Кожна орбіталь характеризується трьома квантовими числами: головне квантове число n, орбітальне квантове число l та магнітне квантове число ml. Вони відповідають збереженню у стаціонарному стані енергії електрона, кутового моменту руху та його проєкції на певну ось. Вважається, що атомні орбіталі зберігають свій вигляд і у багатоелектронних атомах, їх і там можна характеризувати цими ж квантовими числами. Це наближення (схема LS-зв'язку) справедливе десь до середини періодичної системи, при подальшому зростанні заряду ядра орбітальне та магнітне квантове числа стають «поганими», тобто пов'язані з ними фізичні величини перестають зберігатися із задовільною точністю.
Внутрішній ступінь свободи електрона характеризують ще одним, спіновим, квантовим числом {\displaystyle m_{s}}, яке може набувати лише два значення, ±½. Згідно із принципом Паулі, два електрони не можуть мати однаковий набір значень квантових чисел, отже, кожна атомна орбіталь може бути заселена максимум двома електронами.

### Зображення орбіталей
Для наочного представлення орбіталей використовують граничні поверхні — замкнені поверхні, на яких {\displaystyle |\psi _{n,l,m_{l}}(r,\theta ,\varphi )|^{2}} (ймовірність перебування електрона) набуває певного наперед вказаного значення і для яких ймовірність знайти електрон в обмеженій ними області простору є високою. В межах такого підходу можна говорити про геометричну форму орбіталі.
Форму орбіталі визначає більшою мірою кутова частина (сферична гармоніка) відповідно до значення орбітального квантового числа l.
- l = 0. Такі орбіталі називаються s-орбіталями. Вони сферично симетричні.

{\displaystyle \psi =R_{n,l}(r)\cdot Y_{0,0}(\theta ,\varphi )=R_{n,l}(r)}.

Тобто такі орбіталі мають форму кулі, так що густина електронної хмарки є  функцією лише віддалі від ядра. 
- l = 1. Такі орбіталі називаються p-орбіталями. Для кожного значення головного квантового числа n > 1, існує три (тобто 2l+1) p-орбіталі.

{\displaystyle \psi _{1,m}=R_{n,l}(r)\cdot Y_{1,m}(\theta ,\varphi ),\qquad m=-1,0,1}.
Оскільки для m > 0 кутова частина є комплексною, із функцій з m=±1 утворюють дійсні лінійні комбінації, після чого три отримані орбіталі виявляються направленими уздовж трьох декартових осей координат. Їх позначають {\displaystyle p_{x}\,}, {\displaystyle p_{y}\,}, {\displaystyle p_{z}\,}.
- l = 2. Такі орбіталі називаються d-орбіталями. Існує п'ять d-орбіталей, які (після утворення дійсних лінійних комбінацій) позначають {\displaystyle d_{z^{2}}}, {\displaystyle d_{x^{2}-y^{2}}}, {\displaystyle d_{xy}\,}, {\displaystyle d_{xz}\,}, {\displaystyle d_{yz}\,}.

- l = 3 відповідає семи f-орбіталям.

- l = 4 відповідає дев'яти g-орбіталям.

### Вузлові поверхні
Вузловою поверхнею орбіталі називають поверхню, на якій хвильова функція {\displaystyle \psi _{n,l,m_{l}}(r,\theta ,\varphi )} набуває значення 0. Вузлові поверхні атомних орбіталей бувають двох типів: сфери (коли {\displaystyle R_{n,l}(r)=0}) і площини (коли {\displaystyle Y_{l,m_{l}}(\theta ,\varphi )=0}).
Існує загальне правило: з ростом числа вузлових поверхонь енергія орбіталі зростає. Радіальна частина {\displaystyle R_{n,l}(r)} зумовлює {\displaystyle (n-l-1)} вузлових сфер, а кутова {\displaystyle Y_{l,m_{l}}(\theta ,\varphi )} — {\displaystyle l} вузлових площин. Саме такі числа фігурують у правилі Клечковського.

## Заповнення орбіталей
Заповнення електронами атомних орбіталей підкоряється певним правилам:
1. Правило Паулі (заборона Паулі). В атомі не може бути двох електронів з тотожними значеннями всіх чотирьох квантових чисел.
2. Правило Гунда. При заповненні електронних підрівнів сумарне спінове число повинне бути максимальним. Тобто не може бути одночасно незаповненою хоча б одна комірка в підрівнях і два електрони в одній з них.
3. Принцип Ауфбау, (Принцип нарощування). Базис періодичної системи хімічних елементів, який полягає в тому, що в основному стані атома, або іона, електрон спочатку займає енергетичний рівень з найменшою доступною енергією[1], яка визначається повним квантовим числом {\displaystyle w=n+3l/4}, де {\displaystyle n} — головне квантове число, яке визначає період, {\displaystyle l} — азимутальне квантове число, яке визначає блок в структурі періодичної системи[2].

## Гібридизація орбіталей
Згідно з принципом суперпозиції, якщо для електрона існує кілька різних станів, то для нього існує також можливість перебувати у всіх цих станах водночас. Атомні орбіталі складають певний базис у гільбертовому просторі одноелектронних хвильових функцій. У випадку, коли атом вступає в хімічні зв'язки, одночастинкову хвильову функцію електрона в загальному випадку обчислюють як суперпозицію орбіталей, утворюючи так звану молекулярну орбіталь. Буває, що атомні орбіталі кожного типу (здебільшого s- та p-) входять до кількох таких комбінацій з однотипними коефіцієнтами. Тоді говорять про змішування атомних орбіталей при утворенні ковалентного зв'язку, і це явище змішування називають гібридизацією атомних орбіталей.
В органічній хімії велику роль відіграє гібридизація s- і p-орбіталей атома вуглецю. В залежності від координаційного числа, або ж кількості та виду зв'язків, які утворює атом, розрізняють sp³-гібридизацію (характерну для об'ємної структури алмазу), sp²-гібридизацію (характерну для плоскої структури графіту), та sp¹ чи просто sp-гібридизацію (характерну для лінійної структури карбіну).

## Базисний набір орбіталей
Набір атомних орбіталей, представлених певними математичними  функціями,  за  допомогою  яких  створюються  молекулярні орбіталі при квантово-механічних розрахунках.